# Naval Training Center San Diego

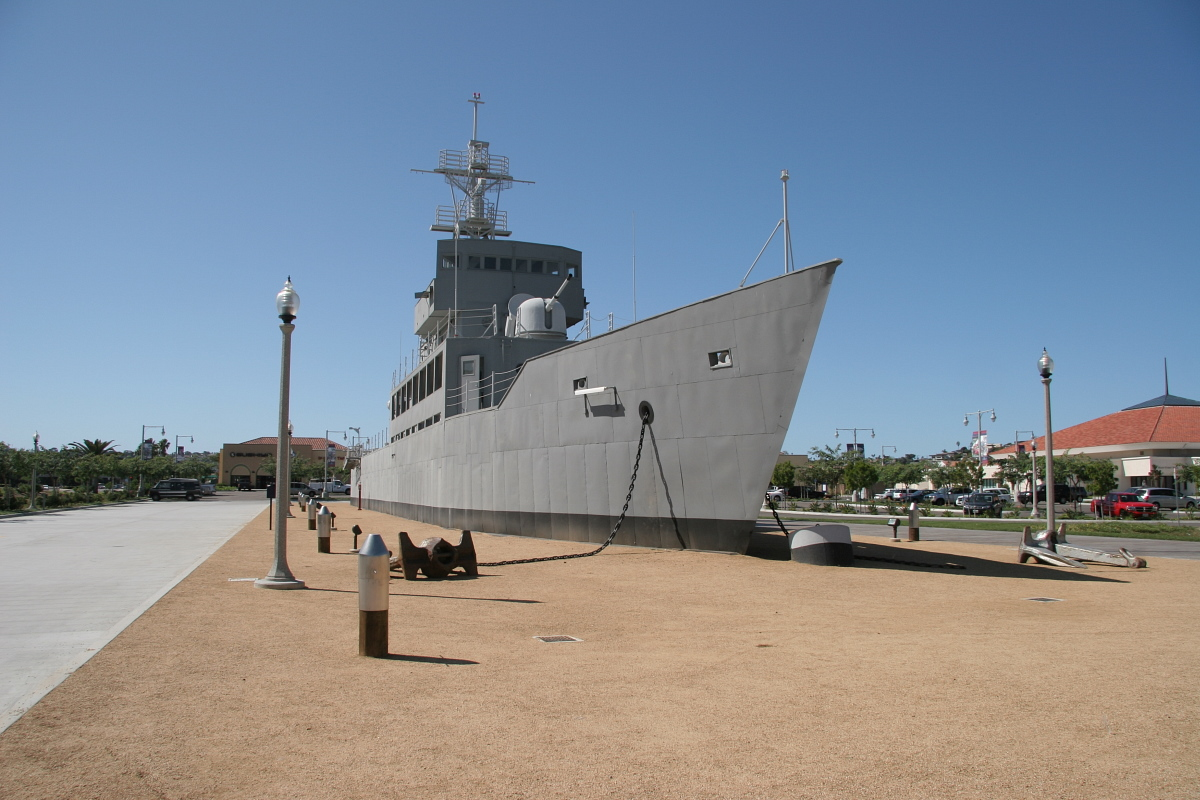
USS Recruit (TDE-1) in Liberty Station (ehemals Naval Training Center), San Diego.

Das Naval Training Center San Diego (kurz auch NTC San Diego) war von 1923 bis 1997 ein Stützpunkt der United States Navy am nördlichen Ende der San Diego Bay. Das Naval Training Center wird seit dem 5. Mai 2001 als Historic District auf der Liste der Denkmäler im National Register of Historic Places im San Diego County geführt. Eine Reihe der einzelnen Bauten auf dem Gelände sind von der Stadt San Diego als historische Gebäude ausgewiesen.
Nach dem Ende des Kalten Krieges wurde der Stützpunkt geschlossen. Heute befindet sich an dieser Stelle Liberty Station, ein Stadtteil mit gemischter Nutzung, der von der City of San Diego erschlossen und aufgebaut wird.

## Ursprünge
Zu Beginn der 1920er Jahre hoffte die Stadt, durch enge Bindungen mit dem Militär die wirtschaftliche Entwicklung zu fördern und stellte deswegen der Navy mehr als 80 Hektar Land am Point Loma im Norden der Bucht zur Verfügung, um das Militär zur Verlegung der Recruit Training Station in San Francisco zu bewegen. Der damalige Kongressabgeordnete William Kettner war die treibende Kraft bei den Bemühungen zur Gründung des Naval Training Centers und andere Einrichtungen der Marine in San Diego. Der Kongress der Vereinigten Staaten hatte das Ausbildungszentrum bereits 1919 genehmigt und der Bau begann 1921. In Dienst genommen wurde der Stützpunkt zwei Jahre später. Der erste Kommandeur des Standortes war Capt. David F. Sellers.

## Aufbau und Erweiterung
Während seiner 70 Jahre andauernden Geschichte war es die Aufgabe des Naval Training Center (NTC) San Diego, Mitglieder der U.S. Navy und der U.S. Naval Reserve auszubilden, weiterzubilden und zu spezialisieren. Um diese Aufgaben zu erfüllen, entstanden rund 300 Gebäude mit einer Fläche von fast 280.000 m². Bei den Entwürfen für die ersten Bauten auf dem Gelände entschieden sich die Architekten der Navy, Lincoln Rogers und W. L. Menzies, für den Mission Revival Style. Diese Gebäude, die den historischen Kern des ehemaligen Stützpunktes bilden, waren an den beiden in Nord-Süd-Richtung laufenden Hauptachsen ausgerichtet. Innerhalb weniger Jahre wurden der Hafen und auch die Ankerplätze in der San Diego Bay vertieft und durch Landgewinnung das Gelände der Naval Training Station um 52 Hektar erweitert. Die Erweiterungen des Stützpunktes erfolgte in mehreren Phasen, oftmals in direktem Zusammenhang mit erweiterten Anforderungen an die Landesverteidigung – es gab keinen Generalplan, und so stehen die Gebäude in kleinen Gruppen oder verstreut über das Gelände. Letztlich wuchs der Stützpunkt auf eine Fläche von nahezu 220 Hektar.
Während des Zweiten Weltkrieges waren auf dem Stützpunkt bis zu 33.000 Mann stationiert, wovon 25.000 Rekruten waren. In der Nachkriegszeit ging die Stärke der Besatzung auf 5800 zurück, doch im Zusammenhang mit dem Koreakrieg wurde die volle Kapazität erneut genutzt. 1952 wurden Gelder bereitgestellt, um sechs Truppenunterkünfte für Rekruten in Klassenzimmer umzubauen und die Trainingseinrichtungen zu erweitern, indem man auf dem unbebauten Land südlich und östlich des Ästuars ein permanentes Lager für Rekruten errichtete. Die sechs Lehrsäle wurden 1953 in Dienst genommen, das neue Lager, das später den Namen Camp Nimitz erhielt, wurde 1955 fertig. Dort waren zunächst 16 Gebäude für 3248 Soldaten vorhanden, die Kantine konnte mit ihren verschiedenen Flügelbauten 5000 Soldaten bedienen.

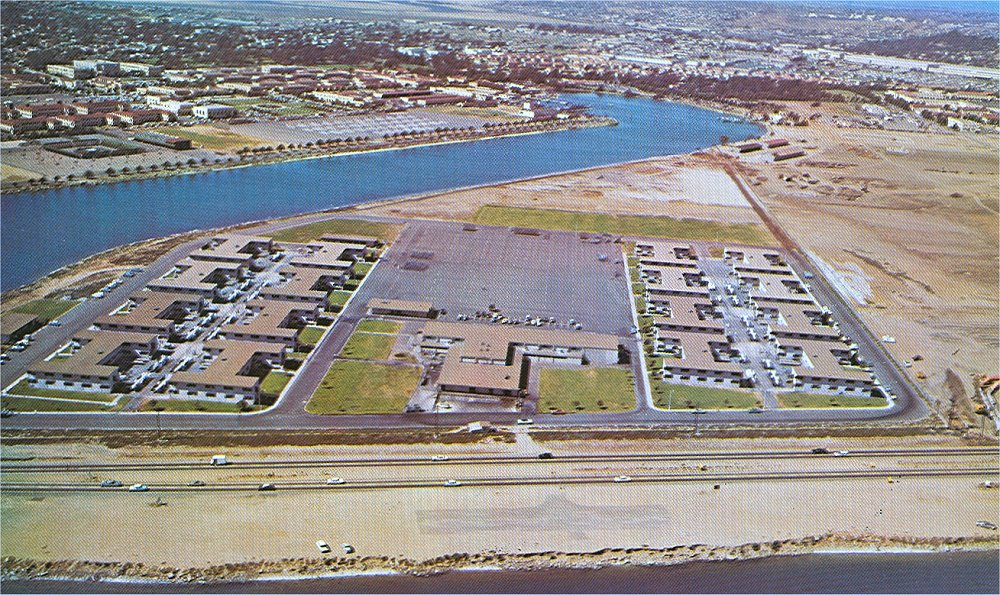
Camp Nimitz, circa 1960

Ende 1965 führte der Vietnamkrieg zu einem weiteren Bedarf für ausgebildetes Personal der Navy. Die Zahl der Rekruten stieg deswegen auf mehr als 18.000 Mann. Es entstanden weitere Einrichtung zur Verpflegung für 8000 Mann und in den folgenden fünf Jahren entstanden weitere Schulungsräume, administrative Einrichtungen und Truppenunterkünfte. Diese Erweiterungen wurden 1970 vollendet.
Zu Beginn der 1990er Jahre war San Diego der Heimathafen von mehr als einem Sechstel der Flotte der U.S. Navy. In der Stadt bestanden mehr als ein Dutzend verschiedener Militäreinrichtungen, die zusammen mit ihren 133.000 Soldaten und weiteren 30.000 Zivilisten fast 20 Prozent der lokalen Wirtschaftskraft ausmachten.
Die 1994 ausgezahlten Löhne für die militärischen und zivilen Angehörigen des NTCs trugen mit 80 Millionen US-Dollar zur örtlichen Wirtschaft bei. Außerdem wurde der Stützpunkt jährlich von mehr als 28.000 Besuchern frequentiert, die zu 80 Prozent von außerhalb teilnahmen, was mit weiteren sieben Millionen US-Dollar Kaufkraft zu Buch schlug. Die Navy selbst wendete im Jahr zehn Millionen US-Dollar auf, um von ortsansässigen Vertragspartnern Lieferungen und Dienstleistungen zu bezahlen.

## Besonderheiten
Noch heute befindet sich auf dem Stützpunkt an Land die USS Recruit, ein im Maßstab 2:3 gebautes Modell eines Kriegsschiffes. Es wurde 1949 gebaut und wurde damals als reguläres Schiff in Dienst gestellt. Es diente dazu, den Rekruten die Vorgänge auf einem Schiff nahezubringen. 1967 wurde die USS Recruit zwar außer Dienst gestellt, sie diente jedoch weiterhin als Trainingseinrichtung. 1982 wurde das Modell von einem Zerstörerbegleitschiff in eine Lenkwaffenfregatte umgestaltet. Das auch USS Neversail genannte Bauwerk wird derzeit (2010) nicht genutzt. Es wurde vorgeschlagen, darin ein Marinemuseum einzurichten, es gibt jedoch noch keine konkreten Pläne dazu.
Am nördlichen Ende der früheren Militärbasis liegt ein Golfplatz mit neun Löchern, der Sail Ho Golf Course. Er wurde in den 1920er Jahren erbaut und wurde vom Militärpersonal genutzt. Heute wird er privat betrieben und ist allgemein zugänglich.2014 wurde der Club in Loma Club umbenannt. Sam Snead war während seiner Dienstzeit in der Navy Manager dieses Golfplatzes. Ungewöhnlich für einen Golfplatz sind die beiden unauffälligen Gräber zwischen zwei Fairways, in denen einer der früheren Kommandeure und dessen Frau begraben sind.

## Schließung
Das Ende des Kalten Krieges führte zur Verkleinerung des Militärs und zur Schließung nicht mehr benötigter Stützpunkte. 1993 entschied die Base Realignment and Closure Commission, das Naval Training Center San Diego zu schließen. Seit 1994 ist das RTC Great Lakes in Illinois die einzige Grundausbildungseinheit der Navy.
Die Navy schloss die Einrichtungen des NTC stufenweise. Aus Furcht vor Problemen für die öffentliche Sicherheit schlossen Stadtverwaltung und Navy 1995 einen Mietvertrag für zunächst 67 Acre (rund 25 Hektar) des Geländes ab. Später wurde das Abkommen auf mehr als die Hälfte des Areals erweitert, etwa 75 der Gebäude. Diese Gebäude wurden von der Stadt an verschiedene Dritte vermietet, darunter Filmgesellschaften, gemeinnützige Organisationen und Gewerbebetriebe. Auch fanden einige städtische Einrichtungen hier eine zwischenzeitliche Heimat. Die Navy schloss den Stützpunkt offiziell am 30. April 1997.
Der südlichste Teil wurde jedoch nicht stillgelegt, sondern wurde unter die Kontrolle der Naval Base Point Loma gestellt. Die dortigen Einrichtungen, darunter eine Klinik, eine Tankstelle und einen kleinen PX Store. Außerdem wurden 500 Wohnungen für Militärangehörige gebaut.